# قهدریجان
قَهدِریجان شهری از توابع بخش قهدریجان شهرستان فلاورجان در استان اصفهان است ودر فاصله ۱۶ کیلومتری از شهراصفهان قرار دارد.شهر قهدریجان معروف به شهر کشاورزان نمونه در ایران و سرداران خط شکن است که در دشت وسیع و حاصلخیز قرار گرفته و از هر سو دارای مجموعه باغ و ویلاهای فراوان است.

## موقعیت جغرافیایی شهر قهدریجان
در شمال آن اراضی کوهستان رخ زراعی منتهی به کهریزسنگ و در جنوب اراضی منتهی به ایمانشهر و در شرق اراضی منتهی شهر فلاورجان و در غرب اراضی منتهی به دشت نجف آباد قرار دارند.

## آرامگاه سومین نسل حضرت آدم- انوش ابن شیث
مقبره سومین نسل آدم در اصفهان
انوش، فرزند شیث و نوه آدم ابوالبشر و سومین پیامبر جهان بشریت است که مقبره‌اش در شهرستان فلاورجان، شهر قهدریجان، در روستای فهران قرار گرفته است. حضرت انوش (ع)‌ را یکی از نخستین راهنمایان دین، می‌نامند. نام مادرش نزله یا حورا و لقبش ریسان بود که بعد از پدر یعنی حضرت شیث بن آدم ابوالبشر(ع) وصی و جانشین در امر نبوت، راهنمایی و هدایت بشر شد و با ورود به ایران به هدایت مردم پرداخت. نام حضرت انوش در نسب نامه حضرت محمد (ص) و حضرت عیسی مسیح ذکر شده است.

## شهرک و منطقه صنعتی قهدریجان
منطقه صنعتی قهدریجان در قسمت جنوب شهر قهدریجان قرار دارد که دارای صنایع و کارخانجات صنعتی و سنگبری می باشد.

## امامزاده سید محمد قهدریجان
امامزاده سید محمد یکی از معروف‌ترین و بنام‌ترین امامزاده‌های شهرستان فلاورجان می‌باشد. در شجره‌نامه به تایید آقای فلسفی و کتابخانه آستان قدس رضوی موجود در حرم امامزاده چنین آمده است که سید محمد در قهدریجان استان اصفهان مدفون شده است که:
نسبت آن حضرت چنین است (محمد ابن عیسی ابن موسی ابن ابراهیم ابن موسی ابن جعفر علیه السلام) امامزاده چون به صحرای زارچان رسید ، دشمنان متوجه شده و ایشان را به شهادت رساندند و حضرت در زارچان دفن کردند.
این مکان داری گنبد و بارگاه و گلدسته‌هایی زیبا می‌باشد که در نوع معماری شبیه به مناره‌های زیبای مسجد النبی می‌باشد. همچنین در حاشیه این مکان نیز ۲۸ باب زائرسرا جهت اسکان پذیرایی از زائران و رفاه حال مسافرین بنا گردیده است.

## نژاد مردم قهدریجان
ساکنان شهر قهدریجان اصفهان بعلت تاریخ و قدمت این منطقه از اقوام اصیل و قدیمی ایران هستند که آرامگاه حضرت انوش (ع)پسر شیث پسر حضرت آدم ابوالبشر (ع)شاهد و گواهی برای این موضوع است.

## جمعیت
در حال حاضر طبق آماری که تخمین زده می‌شود جمعیت این شهر نزدیک به 60000نفر می‌باشد. شهر قهدریجان از لحاظ جمعیت اولین شهر و از لحاظ مساحت بزرگ‌ترین شهر در کل منطقه فلاورجان است.

## تاریخ و فرهنگ
قهدریجان در سال ۱۳۴۷ با افزایش جمعیت نام شهر به خود گرفت و شهرداری آن تأسیس گردید که در بدو تأسیس، شهرداری کار خود را در منزل شخصی خیر به نام حاج محمود شفیعی آغاز نمود و در سال ۱۳۴۸ با واگذاری قطعه زمینی به مساحت بیست هزار مترمربع در غرب شهر از طرف مردم ساختمان اداری شهرداری با مساحت پانصد متر مربع در آن احداث گردید و در سال ۱۳۵۰ شهرداری از منزل حاج محمود شفیعی به محل جدید انتقال یافت که از سال تأسیس شهرداری (۱۳۴۷) تاکنون شانزده شهردار تصدی آن را عهده‌دار بوده‌اند.

## وجه تسمیه
نام قدیمی شهر قهدریجان که به نظر برخی محققان این نام از آن جهت گذاشته شده که مردم قهدریجان اغلب کشاورز بوده‌اند و گونه‌های آن‌ها بر اثر آفتاب کدر شده‌است و کدرگون هم به معنی کدرگونه است که هنوز هم در گویش عامه افراد مسن در قهدریجان و روستاهای اطراف این محل را کدرگان (کدر گون) می‌خوانند.
در مورد نام کنونی قهدریجان دو نظر وجود دارد. یکی اینکه نام قدیمی قهدریجان در اصل به صورت کدرگون و به معنی کدرگونه نیست بلکه به صورت کدرگان بوده و به معنی محلی است با خاک تیره و کدر (اتفاقا صحرایی با نام قدیمی سیاهه و کنونی زارچان در شمال قهدریجان وجود دارد که در دوره‌های قدیم سکونتگاه قومی بوده که بعدها بنا بر دلایلی در قهدریجان سکنی گزیده‌اند) و مثل لارگان که گان به جان تبدیل شده، در این لغت یعنی کدرگان نیز چنین تغییری صورت گرفته و به صورت کدرجان درآمده و کثرت استعمال در بیان عوام آن را به صورت قدرجان درآورده‌است و علت استعمال لغت فعلی یعنی قهدریجان به واسطه صحیح نوشتن و صحیح گفتن و از حالت عامیانه خارج کردن لغت قدرجان است.
نظر دوم بدین شرح است که ظل‌السلطان که در زمان قاجار حاکم اصفهان بوده‌است، به جهت شجاعت زیاد مردم قهدریجان و علاقه زیادی که به مردم این محل داشته این محل (کدرگون) را قدرجان نامیده به این معنا که «من مردم این محل را به قدر جانم دوست دارم» و قدرجان به تدریج تبدیل به قهدریجان شده‌است؛ که نظر دوم بیشتر نقل می‌شود و به نظر می‌رسد بیشتر به واقعیت نزدیک باشد. همچنین گفته می‌شود در بازسازی بنای مسجد بزرگ قهدریجان که قدیمی‌ترین مسجد شهر است نیز سنگ نوشته‌ای یافت شد که از قهدریجان با نام کهدریگان نیز نام برده شده‌است اما اکنون هیچ اثر یا اطلاعی از آن در دست نیست. قابل ذکر است که قبلاً شهر به صورت قلعه‌ای با چهار دروازه بوده که بعضی نام قهدریجان را با در نظر گرفتن «جان» به عنوان پسوند و «ی» میانوند هم ریشه یا مرتبط با لغت «قلعه» می‌دانند؛ البته این نظر تقریباً هیچ مدافعی ندارد. گمان می‌رود قهدریجان تازی شدهٔ واژه کاهداری گان یا کهدرگان باشد که به دلیل کشاورز بودن مردم منطقه، محل جمع‌آوری و انبار کاه بوده‌است.کادیرجان
بنظر میرسد قهدریجان که افراد محلی قدرجون میخوانند با نام ترکی کادیرجان (kadircan) ارتباط داشته باشد.
جالب است که در اشتباهات رایج نوشتاری تلفظ kah dir jan هم وجود دارد. یعنی برخی مردم ترکیه نام کادیر جان را کاهدیرجان تلفظ میکنند.
این نام در بین ترکان از قزاقستان تا آذربایجان و ترکیه متداول است و افراد مشهور زیادی با این نام وجود دارند.
شهرها و روستاهای زیادی با این آوا در ایران وجود دارند. مانند قدجان که بصورت قاضی جهان فارسیزه شده است. یا روستای کادیجان.

## [۸][۹][۱۰][۱۱]منابع
1. ↑  «نتایج سرشماری ایران در سال ۱۳۹۵». درگاه ملی آمار. بایگانی‌شده از اصلی (اکسل) در ۲۰ شهریور ۱۴۰۲.
2. ↑  «خبرگزاری شهرستان فلاورجان». پارامتر |پیوند= ناموجود یا خالی (کمک)
نشانیhttp://www.ghahderijan.com |عنوان=خبرگزاری قهدریجان}}
3. ↑  بسیج، خبرگزاری (۱۳۹۷/۰۹/۰۲ - ۱۵:۲۵). «اجلاسیه شهدای خط شکن قهدریجان برگزار می شود». fa. دریافت‌شده در 2024-05-08. تاریخ وارد شده در |تاریخ= را بررسی کنید (کمک)
4. ↑  «مقبره سومین نسل آدم در اصفهان». ایسنا. ۲۰۲۳-۱۰-۰۹. دریافت‌شده در ۲۰۲۴-۰۲-۱۱.
5. ↑  «شهرداری قهدریجان». بایگانی‌شده از اصلی در ۵ اوت ۲۰۱۶. دریافت‌شده در ۵ اوت ۲۰۱۶.
6. ↑  «وجه تسمیه شهر قهدریجان». www.ghahderijan.com. بایگانی‌شده از اصلی در ۲۰ ژوئیه ۲۰۱۶. دریافت‌شده در ۲۰۱۶-۰۸-۰۴.
7. ↑  «Kadircan - Islam Boy Name Meaning and Pronunciation» (به انگلیسی). ۲۰۲۴-۰۶-۲۳. دریافت‌شده در ۲۰۲۵-۰۲-۱۰.
8. ↑  «حضور دوچرخه سوار قهدریجانی درترکیب تیم ملی دوچرخه سواری جاده در قهرمانی آسیا | نیوزفلاورجان، فلاورجان نیوز». دریافت‌شده در ۲۰۲۲-۱۲-۱۷.
9. ↑  «پخت ۱۵ دیگ سمنو در آستان مقدس امامزاده سید محمد (ع) قهدریجان | نیوزفلاورجان، فلاورجان نیوز». دریافت‌شده در ۲۰۲۲-۱۲-۱۷.
10. ↑  «فیلم / حرکت کاروان نمادین واقعه عاشورا درقهدریجان | نیوزفلاورجان، فلاورجان نیوز». دریافت‌شده در ۲۰۲۲-۱۲-۱۷.
11. ↑  «مراسم استقبال از ورزشکار قهدریجانی، دارنده مدال طلای جهان/تصاویر | نیوزفلاورجان، فلاورجان نیوز». دریافت‌شده در ۲۰۲۲-۱۲-۱۷.